# Panônia Secunda
Panônia Secunda ou Panónia Secunda ou Panônia II ou Panónia II foi uma província romana tardia criada em 296 durante a reforma administrativa do imperador Diocleciano (r. 284-305) na região da Panônia. Ela era parte da antiga província da Panônia Inferior e sua capital era Sírmio (hoje Sremska Mitrovica). O território da província incluía partes das modernas Sérvia, Croácia e Bósnia e Herzegovina.

## História
Antes da criação da província, o território estava sob a jurisdição da Panônia Inferior. Em 296, depois da reforma administrativa do imperador Diocleciano (r. 284-305), a Panônia Inferior foi dividida em duas províncias, a Panônia Valéria, ao norte, e a Panônia Secunda, no sul. A fronteira entre as duas era o rio Drava. A capital da província, Sirmio, era também a capital da Diocese da Panônia e da Prefeitura pretoriana da Ilíria, uma das quatro em todo o Império Romano. Diversos imperadores nasceram na cidade ou nas redondezas.

## Principais cidades
As principais cidades da Panônia segunda eram:
- Bassianas (Donji Petrovci, Sérvia)
- Certissa (Đakovo, Croácia)
- Cíbalas (Vinkovci, Croácia)
- Cúcio (Ilok, Croácia)
- Marsônia (Slavonski Brod, Croácia)
- Mursa (Osijek, Croácia)
- Saldas (Brčko, Bósnia e Herzegovina)
- Sirmio (Sremska Mitrovica, Sérvia)
- Teutobúrgio (Dalj, Croácia)

## Prefeitos
Entre os prefeitos da Panônia Secunda estão:
- Apricano (355)
- Mesala (373)
- Sexto Aurélio Victor, prefeito na época do imperador Juliano (r. 361–363)